# Katharinazell

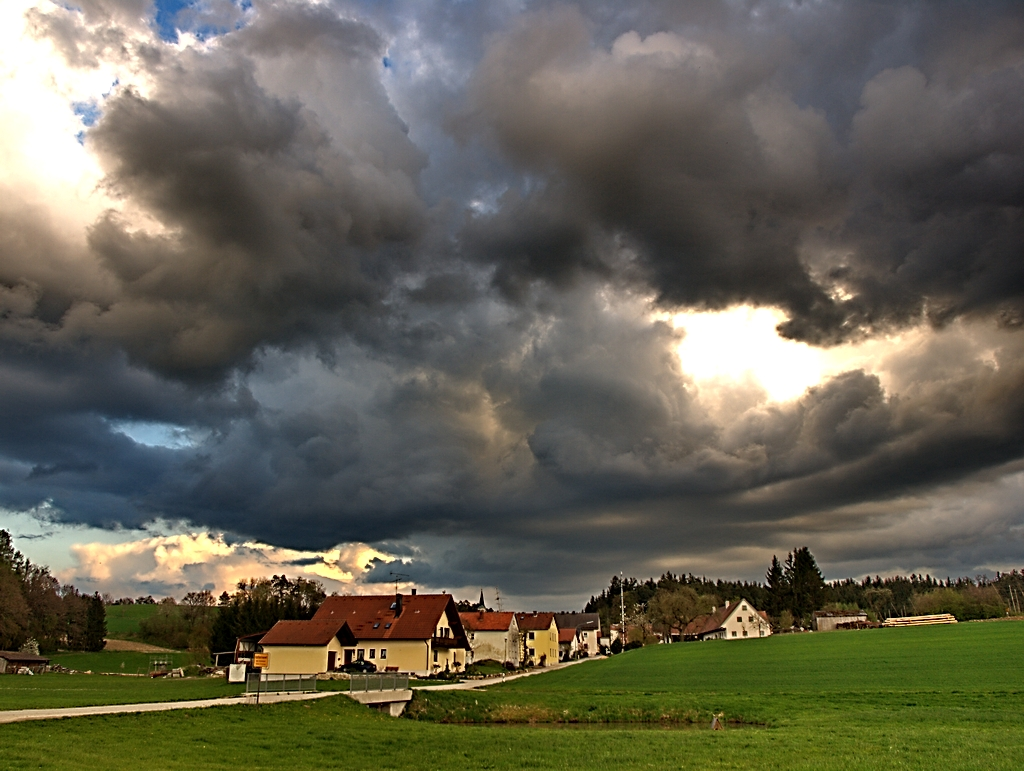
Blick auf Katharinazell

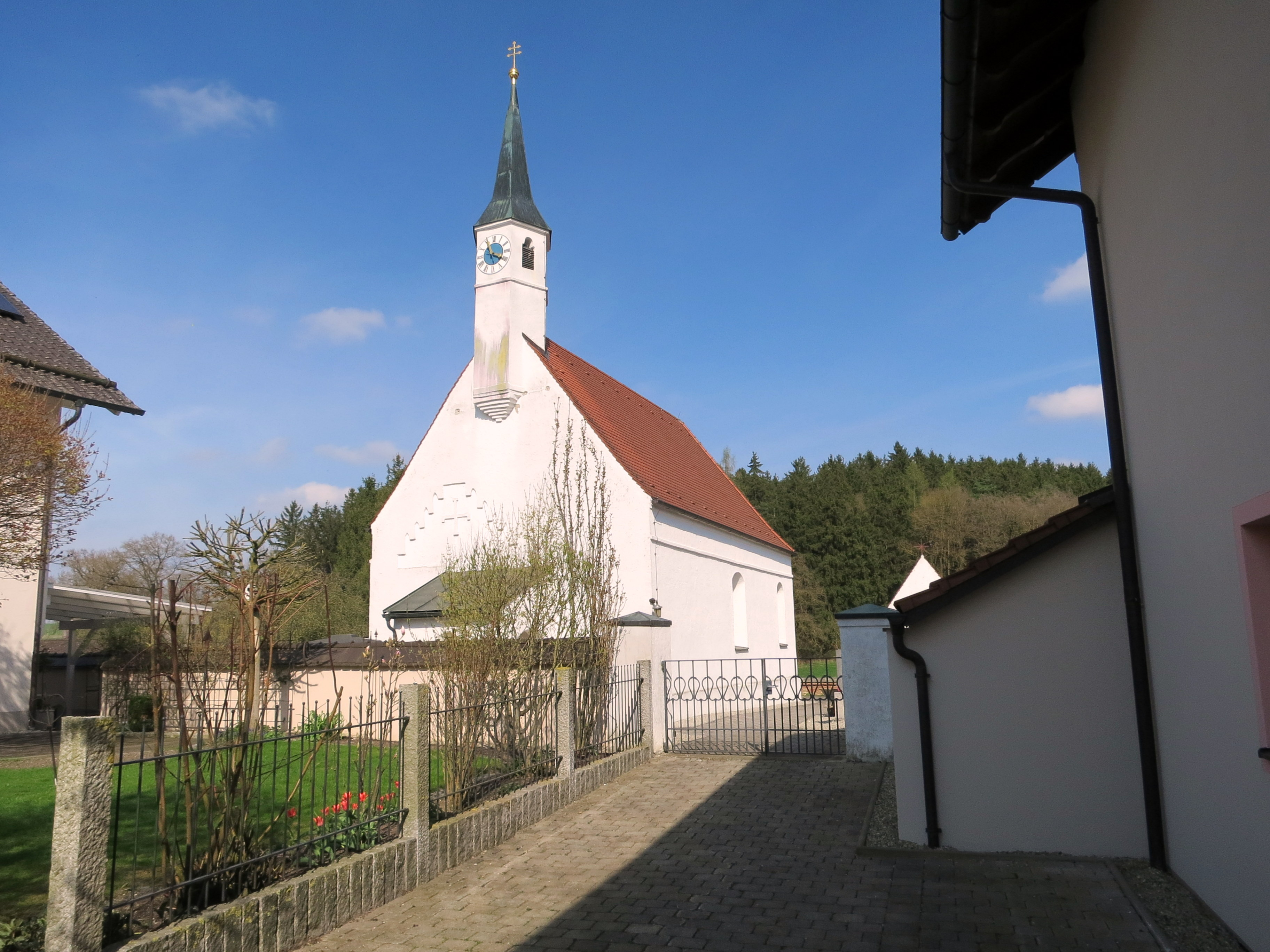
St. Katharina (Katharinazell)

Katharinazell ist ein Gemeindeteil der Gemeinde Gammelsdorf im oberbayerischen Landkreis Freising.

## Geschichte
Der Weiler mit Kirche aus dem 14. Jahrhundert gehörte zur Obmannschaft Gammelsdorf im Landgericht Moosburg und wurde 1818 Teil der Landgemeinde Gammelsdorf. Der Ort geriet in die Schlagzeilen, als der Wirt von Katharinazell, Paul Faltermayer, an der Amperbrücke in Moosburg am 18. Juni 1922 von den Brüdern Kagerbauer überfallen, ausgeraubt und ermordet wurde.

## Kirche
Die gotische Saalkirche St. Katharina wurde im 14. Jahrhundert erbaut. Sie besteht aus dem Langhaus, dem dreiseitig geschlossenen Chor im Osten und der Sakristei an der Stirnseite des Chors. Der Fassade im Westen wurde im 17. Jahrhundert ein etwas hervortretender sechseckiger Giebelreiter mit spitzem Helm aufgesetzt.
Der Hochaltar wurde um 1660 aufgestellt. Die Mitte der Altarretabel bildet eine Skulptur der Katharina von Alexandrien, die von den Skulpturen des Martin von Tours und des San Giovanni Elemosinario flankiert wird. Die Figuren der ehemaligen Seitenaltäre befinden sich an den Langhauswänden.
Die Kirche steht unter Denkmalschutz und wird in der Liste der Baudenkmäler in Gammelsdorf als Baudenkmal unter der Nr. D-1-78-125-8 geführt. Auch die Friedhofsmauer ist ein geschütztes Baudenkmal.